# Franse Gemeenschapsraad (samenstelling 1980-1981)
Dit is de lijst van de leden van de Franse Gemeenschapsraad in de legislatuur 1980-1981. De Franse Gemeenschapsregering was de voorloper van het Parlement van de Franse Gemeenschap en werd nog niet rechtstreeks verkozen.
De legislatuur 1980-1981 telde 171 leden. Dit waren de 91 leden van de Franse taalgroep uit de Kamer van volksvertegenwoordigers verkozen bij de verkiezingen van 17 december 1978 en de 80 leden van de Franse taalgroep uit de Belgische Senaat, verkozen op 17 december 1978, aangeduid door de provincieraden of gecoöpteerd.
De legislatuur ging van start op 21 oktober 1980 en eindigde op 7 juli 1981.
Normaal gezien moesten er 172 leden zijn. De Nederlandstalige senator Aline Bernaerts-Viroux, door apparentering verkozen in de kieskring Nijvel, had namelijk ook het recht om in de Franse Gemeenschapsraad te zetelen. De Franse Gemeenschapsraad weigerde echter om Bernaerts-Viroux haar zetel te laten innemen, waardoor er 171 leden waren.

## Samenstelling
| Fractie | Fractie | Zetels |
| ------- | ------- | ------ |
|         | PS      | 64     |
|         | PSC     | 47     |
|         | FDF-RW  | 30     |
|         | PRL     | 24     |
|         | PCB     | 5      |
|         | UDRT    | 1      |

## Lijst van de parlementsleden
| Volksvertegenwoordiger            | Partij | Kieskring                                   | Opmerkingen |
| --------------------------------- | ------ | ------------------------------------------- | --- |
| Paul Vanden Boeynants             | PSC    | Brussel                                     | |
| José Desmarets                    | PSC    | Brussel                                     | |
| Jean-Louis Thys                   | PSC    | Brussel                                     | |
| Charles Van de Put                | PSC    | Brussel                                     | Voorzitter van de PSC-fractie vanaf 18 november 1980. |
| Henri Simonet                     | PS     | Brussel                                     | |
| Hervé Brouhon                     | PS     | Brussel                                     | |
| Armand Moock                      | PS     | Brussel                                     | |
| André Degroeve                    | PS     | Brussel                                     | |
| Georges Mundeleer                 | PRL    | Brussel                                     | |
| Antoinette Spaak                  | FDF    | Brussel                                     | |
| Léon Defosset                     | FDF    | Brussel                                     | |
| Roger Nols                        | FDF    | Brussel                                     | |
| Lucien Outers                     | FDF    | Brussel                                     | Vanaf 19 mei 1981 voorzitter van de commissie Internationale Betrekkingen. |
| Georges Clerfayt                  | FDF    | Brussel                                     | |
| Basile-Jean Risopoulos            | FDF    | Brussel                                     | |
| Pierre Havelange                  | FDF    | Brussel                                     | |
| Didier Van Eyll                   | FDF    | Brussel                                     | Vervangt vanaf 19 mei 1981 de overleden François Persoons. |
| Luc Bernard                       | FDF    | Brussel                                     | |
| Marion Banneux                    | FDF    | Brussel                                     | |
| Guy Brasseur                      | FDF    | Brussel                                     | |
| Robert Hendrick                   | UDRT   | Brussel                                     | |
| Raymond Langendries               | PSC    | Nijvel                                      | |
| Geneviève Ryckmans-Corin          | PSC    | Nijvel                                      | Voorzitter van de commissie Jeugd en Permanente Vorming. |
| André Jandrain                    | PS     | Nijvel                                      | |
| Serge Kubla                       | PRL    | Nijvel                                      | |
| Louis Michel                      | PRL    | Nijvel                                      | |
| Philippe Maystadt                 | PSC    | Charleroi-Thuin                             | |
| Gérard le Hardÿ de Beaulieu       | PSC    | Charleroi-Thuin                             | |
| Marc Harmegnies                   | PS     | Charleroi-Thuin                             | |
| André Baudson                     | PS     | Charleroi-Thuin                             | |
| Philippe Busquin                  | PS     | Charleroi-Thuin                             | |
| Jean-Claude Van Cauwenberghe      | PS     | Charleroi-Thuin                             | |
| Jacques Van Gompel                | PS     | Charleroi-Thuin                             | |
| Etienne Knoops                    | PRL    | Charleroi-Thuin                             | |
| Robert Moreau                     | RW     | Charleroi-Thuin                             | |
| Georges Glineur                   | PCB    | Charleroi-Thuin                             | |
| Albert Liénard                    | PSC    | Bergen-Zinnik                               | |
| Robert Urbain                     | PS     | Bergen-Zinnik                               | |
| Yvon Biefnot                      | PS     | Bergen-Zinnik                               | Voorzitter van de commissie Radio en Televisie en vanaf 26 februari 1981 voorzitter van de PS-fractie.                                                                                 |
| Robert Leclercq                   | PS     | Bergen-Zinnik                               | |
| Michel Tromont                    | PRL    | Bergen-Zinnik                               | Voorzitter van de commissie Onderwijs tot 19 mei 1981 en vanaf 19 mei 1981 voorzitter van de commissie Onderwijs en Wetenschappelijk Onderzoek.                                        |
| Noëlla Dinant                     | PCB    | Bergen-Zinnik                               | Voorzitter van de PCB-fractie. |
| René Jérôme                       | PSC    | Bergen-Zinnik                               | |
| Léon Hurez                        | PS     | Bergen-Zinnik                               | |
| Richard Gondry                    | PS     | Bergen-Zinnik                               | |
| Guy Pierard                       | PRL    | Bergen-Zinnik                               | Voorzitter van de PRL-fractie. |
| Albert Lernoux                    | PSC    | Charleroi-Thuin                             | |
| Willy Burgeon                     | PS     | Charleroi-Thuin                             | |
| Paul-Henry Gendebien              | RW     | Charleroi-Thuin                             | |
| Jean-Pierre Detremmerie           | PSC    | Doornik-Aat-Moeskroen                       | Vervangt vanaf 24 februari 1981 Robert Devos, die de nationale politiek verlaat. |
| Pierre Deschamps                  | PSC    | Doornik-Aat-Moeskroen                       | |
| Jean-Baptiste Delhaye             | PS     | Doornik-Aat-Moeskroen                       | |
| Jean-Pierre Perdieu               | PS     | Doornik-Aat-Moeskroen                       | |
| Georgette Brenez                  | PS     | Doornik-Aat-Moeskroen                       | Secretaris. |
| André Bertouille                  | PRL    | Doornik-Aat-Moeskroen                       | Secretaris. |
| Pierre Maistriaux                 | PRL    | Doornik-Aat-Moeskroen                       | |
| Frédéric François                 | PSC    | Hoei-Borgworm                               | |
| Edmond Leburton                   | PS     | Hoei-Borgworm                               | |
| Joseph Fiévez                     | RW     | Hoei-Borgworm                               | |
| Jean-Pierre Grafé                 | PSC    | Luik                                        | Voorzitter van de commissie Sport tot 19 mei 1981 en vanaf 19 mei 1981 voorzitter van de commissie Gezondheid en Sport.                                                                |
| Michel Hansenne                   | PSC    | Luik                                        | |
| Ghislain Hiance                   | PSC    | Luik                                        | |
| André Cools                       | PS     | Luik                                        | |
| Guy Mathot                        | PS     | Luik                                        | |
| Jean-Maurice Dehousse             | PS     | Luik                                        | |
| Claude Dejardin                   | PS     | Luik                                        | |
| Gaston Onkelinx                   | PS     | Luik                                        | |
| Alain Van der Biest               | PS     | Luik                                        | |
| Edmond Rigo                       | PS     | Luik                                        | |
| Jean Defraigne                    | PRL    | Luik                                        | |
| Jean Gol                          | PRL    | Luik                                        | |
| Henri Mordant                     | RW     | Luik                                        | |
| Marcel Levaux                     | PCB    | Luik                                        | |
| Guillaume Schyns                  | PSC    | Verviers                                    | |
| Melchior Wathelet                 | PSC    | Verviers                                    | Voorzitter van de PSC-fractie tot 22 oktober 1980. |
| Yvan Ylieff                       | PS     | Verviers                                    | |
| André Damseaux                    | PRL    | Verviers                                    | |
| Alfred Evers                      | PRL    | Verviers                                    | |
| Charles-Ferdinand Nothomb         | PSC    | Aarlen-Marche-Bastenaken-Neufchâteau-Virton | |
| Marcel Remacle                    | PS     | Aarlen-Marche-Bastenaken-Neufchâteau-Virton | |
| Louis Olivier                     | PRL    | Aarlen-Marche-Bastenaken-Neufchâteau-Virton | |
| Joseph Michel                     | PSC    | Aarlen-Marche-Bastenaken-Neufchâteau-Virton | |
| Henri Pierret                     | PSC    | Aarlen-Marche-Bastenaken-Neufchâteau-Virton | |
| Emile Wauthy                      | PSC    | Namen-Dinant-Philippeville                  | |
| Roger Delizée                     | PS     | Namen-Dinant-Philippeville                  | |
| Charles Cornet d'Elzius           | PRL    | Namen-Dinant-Philippeville                  | |
| Léon Remacle                      | PSC    | Namen-Dinant-Philippeville                  | Ondervoorzitter. |
| Robert Marchal                    | PSC    | Namen-Dinant-Philippeville                  | |
| Robert Denison                    | PS     | Namen-Dinant-Philippeville                  | |
| Bernard Anselme                   | PS     | Namen-Dinant-Philippeville                  | |
| Charles Poswick                   | PRL    | Namen-Dinant-Philippeville                  | |
| Guy Cudell                        | PS     | Brussel                                     | Secretaris tot 19 mei 1981. |
| Lucien Radoux                     | PS     | Brussel                                     | |
| Cécile Goor-Eyben                 | PSC    | Brussel                                     | |
| Edouard Poullet                   | PSC    | Brussel                                     | |
| Albert Demuyter                   | PRL    | Brussel                                     | |
| André Lagasse                     | FDF    | Brussel                                     | Voorzitter van de FDF-RW-fractie en tot 19 mei 1981 voorzitter van de commissie Internationale Samenwerking.                                                                           |
| Jacques Lepaffe                   | FDF    | Brussel                                     | |
| Roland Gillet                     | FDF    | Brussel                                     | |
| Lucienne Mathieu-Mohin            | FDF    | Brussel                                     | |
| Georges Désir                     | FDF    | Brussel                                     | |
| Albert Delpérée                   | FDF    | Brussel                                     | |
| René Basecq                       | PS     | Nijvel                                      | |
| Jean-Émile Humblet                | RW     | Nijvel                                      | |
| Max Bury                          | PS     | Bergen-Zinnik                               | |
| Fernand Delmotte                  | PS     | Bergen-Zinnik                               | |
| Edgard Hismans                    | PS     | Bergen-Zinnik                               | |
| Pierre Mainil                     | PSC    | Bergen-Zinnik                               | |
| André Lagneau                     | PRL    | Bergen-Zinnik                               | |
| Jacques Hoyaux                    | PS     | Charleroi-Thuin                             | |
| Théophile Toussaint               | PS     | Charleroi-Thuin                             | |
| Alfred Califice                   | PSC    | Charleroi-Thuin                             | |
| Lucienne Gillet                   | PSC    | Charleroi-Thuin                             | |
| Jacques Cerf                      | RW     | Charleroi-Thuin                             | |
| Jacqueline Mayence-Goossens       | PRL    | Charleroi-Thuin                             | |
| Robert Dussart                    | PCB    | Charleroi-Thuin                             | |
| Jean Dulac                        | PS     | Doornik-Aat-Moeskroen                       | Voorzitter van de commissie Schone Kunsten vanaf 5 mei 1981. |
| Guy Spitaels                      | PS     | Doornik-Aat-Moeskroen                       | |
| Jean Kevers                       | PSC    | Doornik-Aat-Moeskroen                       | |
| Irène Pétry                       | PS     | Luik                                        | Parlementsvoorzitter. |
| Freddy Donnay                     | PS     | Luik                                        | |
| Charles-Joseph Bailly             | PS     | Luik                                        | |
| Huberte Hanquet                   | PSC    | Luik                                        | |
| Michel Paulus                     | PSC    | Luik                                        | |
| Pierre Bertrand                   | RW     | Luik                                        | |
| Jacques Wathelet                  | PRL    | Luik                                        | |
| Eugène Lecoq                      | PS     | Hoei-Borgworm                               | |
| Raymond Bataille                  | PSC    | Hoei-Borgworm                               | |
| Albert Daulne                     | PS     | Verviers                                    | |
| Georges Gramme                    | PSC    | Verviers                                    | |
| Jean Gillet                       | PRL    | Verviers                                    | |
| Henri Cugnon                      | PS     | Aarlen-Marche-Bastenaken-Neufchâteau-Virton | |
| Guy Lutgen                        | PSC    | Aarlen-Marche-Bastenaken-Neufchâteau-Virton | |
| Robert Belot                      | PS     | Namen-Dinant-Philippeville                  | |
| Jean-Baptiste Poulain             | PS     | Namen-Dinant-Philippeville                  | |
| Amand Dalem                       | PSC    | Namen-Dinant-Philippeville                  | |
| Michel Toussaint                  | PRL    | Namen-Dinant-Philippeville                  | |
| Marcel Payfa                      | FDF    | Brussel                                     | |
| Daniel Noël de Burlin             | PSC    | Brussel                                     | |
| Valmy Féaux                       | PS     | Nijvel                                      | Tot 25 februari 1981 voorzitter van de PS-fractie en voorzitter van de commissie Schone Kunsten.                                                                                       |
| Serge Moureaux                    | FDF    | Brussel                                     | |
| Georges Neuray                    | RW     | Namen-Dinant-Philippeville                  | Ondervoorzitter. |
| Yves-Jean du Monceau de Bergendal | PSC    | Nijvel                                      | |
| Arthur Meunier                    | PS     | Charleroi-Thuin                             | |
| Marcel Busieau                    | PS     | Bergen-Zinnik                               | |
| Raoul Van Spitael                 | PS     | Doornik-Aat-Moeskroen                       | |
| Claude Renard                     | PCB    | Doornik-Aat-Moeskroen                       | |
| Paul de Stexhe                    | PSC    | Charleroi-Thuin                             | |
| Jules Coen                        | PRL    | Hoei-Borgworm                               | |
| Fernand Hubin                     | PS     | Hoei-Borgworm                               | |
| Georges Flagothier                | PSC    | Luik                                        | |
| Gaston Paque                      | PS     | Luik                                        | Voorzitter van de commissie Algemeen Beleid tot 19 mei 1981 en vanaf 19 mei 1981 voorzitter van de commissie Familie en Sociale Bijstand.                                              |
| Marguerite Remy-Oger              | PS     | Luik                                        | |
| Pierre Descamps                   | PRL    | Doornik-Aat-Moeskroen                       | |
| Robert Conrotte                   | PSC    | Aarlen-Marche-Basteaken-Neufchâteau-Virton  | |
| Charles Hanin                     | PSC    | Aarlen-Marche-Bastenaken-Neufchâteau-Virton | |
| Jean Leclercq                     | PS     | Namen-Dinant-Philippeville                  | |
| Elie Deworme                      | PS     | Aarlen-Marche-Bastenaken-Neufchâteau-Virton | |
| André Tilquin                     | PSC    | Namen-Dinant-Philippeville                  | Secretaris. |
| Yves de Wasseige                  | RW     | Charleroi-Thuin                             | |
| Dieudonné André                   | PSC    | Namen-Dinant-Philippeville                  | |
| Robert Henrion                    | PRL    | Brussel                                     | |
| Roger Lallemand                   | PS     | Brussel                                     | |
| Jean Sondag                       | PSC    | Nijvel                                      | |
| Joseph Louis Bonmariage           | RW     | Brussel                                     | |
| Paul-Charles Goossens             | PS     | Luik                                        | |
| Émile Guillaume                   | FDF    | Brussel                                     | |
| François Guillaume                | PS     | Brussel                                     | Secretaris vanaf 19 mei 1981. |
| Fortuné Lambiotte                 | PS     | Namen-Dinant-Philippeville                  | |
| André Sweert                      | PS     | Nijvel                                      | Ondervoorzitter, tot 19 mei 1981 voorzitter van de commissie Reglement en Comptabiliteit en vanaf 19 mei 1981 voorzitter van de commissie Algemene Zaken, Reglement en Comptabiliteit. |
| Auguste Bruart                    | PSC    | Bergen-Zinnik                               | |